# Swantje Köhnecke

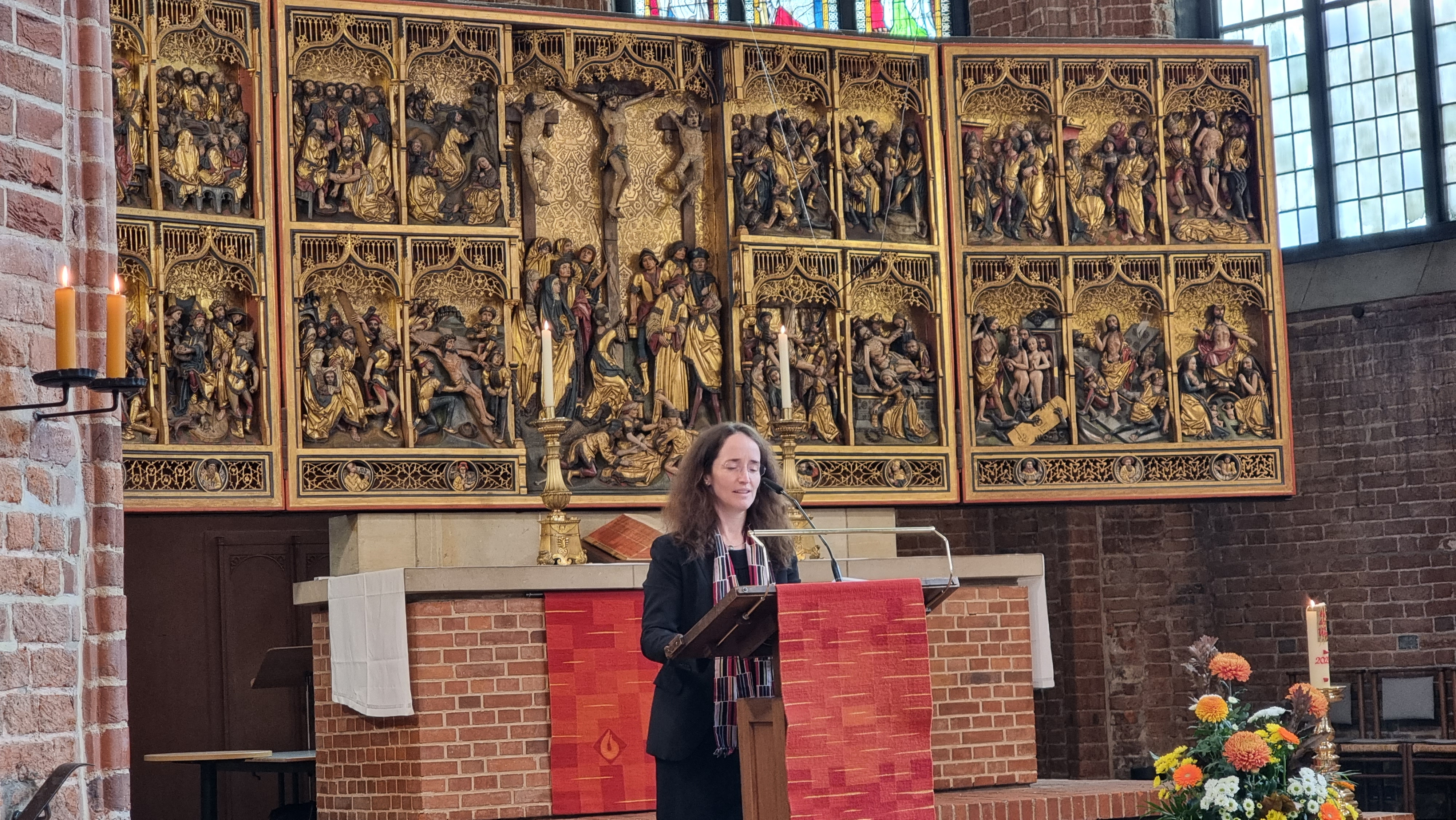
Swantje Köhnecke in der hannoverschen Marktkirche;
2023 im Gottesdienst zur Einweihung des Reformationsfensters von Markus Lüpertz

Swantje Köhnecke (* 3. Dezember 1974 in Hamburg) ist eine deutsche Musikdramaturgin, Moderatorin, Kulturmanagerin und Autorin.

## Leben
Köhnecke studierte an der Universität Hamburg die Fächer Germanistik und Historische Musikwissenschaft und wirkte parallel dazu als Querflötistin sowie als Organisationsleiterin im selbstverwalteten Landesjugendorchester Hamburg. Ebenfalls noch während ihres Studiums trat sie im Jahr 2000 ihre erste feste Stelle als Musikdramaturgin am Theater Lübeck an. 2007 promovierte sie zum Dr. phil. unter dem Namen Swantje Gostomzyk zum Thema Literaturoper am Ende des 20. Jahrhunderts. Eine interdisziplinäre Studie am Beispiel der Opern von Detlev Glanert.
Unterdessen war Köhnecke bereits ab 2006 an der Staatsoper Hannover engagiert. Sie leitete anfangs die Presse- und Öffentlichkeitsarbeit, wirkte ab 2012 als Dramaturgin für Oper und Konzert und arbeitete von 2019 bis 2022 als Konzertdramaturgin für das Niedersächsische Staatsorchester Hannover. Köhnecke, Alumna der Akademie Musiktheater heute, wirkte zudem als Lehrbeauftragte im Studiengang Dramaturgie an der Hochschule für Musik und Theater Leipzig. 2022 wechselte Swantje Köhnecke als Bildungsreferentin für instrumentales Musizieren zum Landesmusikrat Niedersachsen e.V. und ist in dieser Position verantwortlich für das Niedersächsische Jugendsinfonieorchester (NJO) und das Landesjugendensemble für Neue Musik (LNM).
Freiberuflich wirkte Swantje Köhnecke zudem als Dramaturgin, Moderatorin, Produktionsleiterin und Autorin beispielsweise an der Staatsoper Hamburg, bei Kampnagel, am Forum Neues Musiktheater der Staatsoper Stuttgart, bei den Salzburger Festspielen, dem Schleswig-Holstein Musik Festival oder den Sommerlichen Musiktage Hitzacker.
Ehrenamtlich ist sie u. a. seit 2018 im Kirchenvorstand der Marktkirche Hannover engagiert, 2021 wurde sie zur stellvertretenden Vorsitzenden gewählt und 2024 in diesem Amt bestätigt.

## Schriften
- Swantje Köhnecke/Hans-Harald Müller: Kulturzionismus und Avantgarde. Arnold Zweigs Erzählung Quartettsatz von Schönberg. Eine Interpretation. In: Tanja Lange u. a. (Hrsg.): Literatur und Kultur in Grenzräumen. Frankfurt am Main 2002 (= Budapester Studien zur Literaturwissenschaft. Band 2), ISBN 978-3-631-39902-6; S. 83–96; Inhaltsverzeichnis. Auch in: Deutscher, Jude, Europäer im 20. Jahrhundert. Arnold Zweig und das Judentum. Hrsg. von Julia Bernhard und Joachim Schlör. Bern, u. a. 2004 (= Jahrbuch für Internationale Germanistik. Reihe A, Band 65), ISBN 978-390-676713-0; S. 77–92.
- Literaturoper am Ende des 20. Jahrhunderts. Eine interdisziplinäre Studie am Beispiel der Opern von Detlev Glanert (= Perspektiven der Opernforschung, Bd. 17), zugleich Dissertation 2007 an der Universität Hamburg, Frankfurt am Main; Berlin; Bern; Bruxelles; New York, NY; Oxford; Wien: Lang, 2009, ISBN 978-3-631-58102-5; Inhaltsverzeichnis
- Marc Blessing, Wolfgang Ewig, Sylvia Hartje, Sandra Jankowski, Swantje Köhnecke, Henrik Wilde (Red.), Henrik Wilde (Text), Sebastian Peetz (Gestaltung): Steine im Wandel. Zerstörung und Wiederaufbau der Marktkirche Hannover, Herausgeber: Evangelisch-Lutherische Marktkirche St. Georgii et Jacobi Hannover, Hannover: Marktkirche Hannover, 2022, ISBN 978-3-00-072781-8 und ISBN 3-00-072781-7